# Ludovico Ludovisi
Ludovico Ludovisi (Bolonha então nos Estados Pontifícios, 27 de outubro de 1595 — 18 de novembro de 1632) foi um cardeal italiano nomeado no consistório de 15 de fevereiro de 1621 pelo Papa Gregório XV. Enquanto cardeal-sobrinho foi o detentor de uma autoridade e rendimentos sem precedentes na história da Igreja.
Seguindo os passos do tio Alessandro Ludovisi, foi educado no "Collegio Germanico" de Roma (jesuíta), e prosseguiu para a Universidade de Bolonha, onde recebeu o doutoramento em Direito Canónico em 25 de fevereiro de 1615. Foi  referendário das Assinaturas (1619), arcebispo de Bolonha, membro da Congregação do Bom Governo, legado papal em Avinhão e Secretário dos Breves.
Quando Alessandro Ludovisi foi eleito como papa em 9 de fevereiro de 1621, tomando o nome de Gregório XV, Ludovico foi elevado a cardeal apenas três dias depois, embora só tivesse 25 anos. Foi Camerlengo e Vice-chanceler da Igreja desde 1621. Mecenas das artes e da literatura, em 1621 fundou a sociedade literária "Congregazione dei Virtuosi".